# Andreas Vinciguerra
Andreas Vinciguerra, född 19 februari 1981 i Malmö, är en svensk tennisspelare som fostrades i Malmö Tennisklubb som han också representerade under sina glansår. Han är vänsterhänt och har dubbelfattad backhand. Han bor och tränar i Malmö. Vinciguerra har spelat sju Davis cup-matcher och vunnit tre av dem; den viktigaste var 2003 när han slog Flavio Saretta i den femte och avgörande matchen. Sedan dess har han haft stora skadebesvär. Han har vunnit ATP-titeln i singel i Köpenhamn (2000) och varit i final i Swedish Open två gånger.
2008, 2011 och 2012 vann Vinciguerra den svenska Elitserien i tennis med sin klubb Fair Play, Malmö. Han spelade Davis Cup 2009 för Sverige i den omdiskuterade Israelmatchen, och nådde i april finalen i en challengerturnering i Rom. I juli 2009 fick Vinciguerra, rankad som nummer 460 i världen, ett Wild card till Swedish Open i Båstad. I semifinalen förlorade han mot andraseedade Robin Söderling i tre set.
Vinciguerra gifte sig med Eleonor Gunnarsson den 14 maj 2011.
Fick en son 1 september 2012 som heter Dion. Hösten 2012 påbörjades en comeback som har resulterat i en seger i en futureturnering och en kvartsfinal i en challenger. I juli 2013 fick Vinc ett wildcard till Swedish Open men det blev förlust med 4-6,6-7 i den första omgången mot Wimbledon-kvartsfinalisten Fernando Verdasco.
Vinciguerra är morbror till tennisspelaren William Rejchtman Vinciguerra.